# Antoine Calbet
Antoine Calbet (Engayrac, 16 agosto 1860 – Parigi, 1942) è stato un pittore e litografo francese.

## Biografia
Antoine Calbet era figlio di Jean-Baptiste Calbet, proprietario terriero a Gaubert, e di Marie Singlande. Nacque a Combebonnet, oggi Engayrac, nel dipartimento
della Lot-et-Garonne e compì i suoi studi e la sua formazione artistica iniziale a Montpellier, dove imparò a disegnare assai bene. Fu infatti un eccellente
disegnatore e illustratore, ma anche pittore di nudi raffinati e di scene galanti, la cui opera fu apprezzata e richiesta già quando era in vita.
Da Montpellier si trasferì a Parigi per completare gli studi e fu ammesso all'École des beaux-arts di Parigi, dove fu allievo negli atelier di Alexandre Cabanel e di Édouard-Antoine Marsal.
Calbet iniziò ad esporre nel 1880 e divenne ben presto membro della "Società degli artisti francesi", ma ciò che segnò la sua vita e le sue fortune fu l'essere amico del suo conterraneo del Lot-et-Garonne Armand Fallières, che fu Presidente della Repubblica. Per lui Calbet disegnava i menu dei vari pasti, cosa che lo fece subito conoscere in tutti i principali salotti parigini.
Dopo una vita non povera di soddisfazioni, morì a 84 anni a Parigi.

## Opere
I suoi lavori sono spesso firmati "Antonin Calbet".

### Dipinti
- 1878 - Portrait d'homme
- 1885 - La Terrasse sur le Boulevard
- 1899 - Baigneuse
- 1900 - Nice (nel passaggio che conduce al ristorante "Le Train Bleu" alla Gare de Lyon di Parigi)

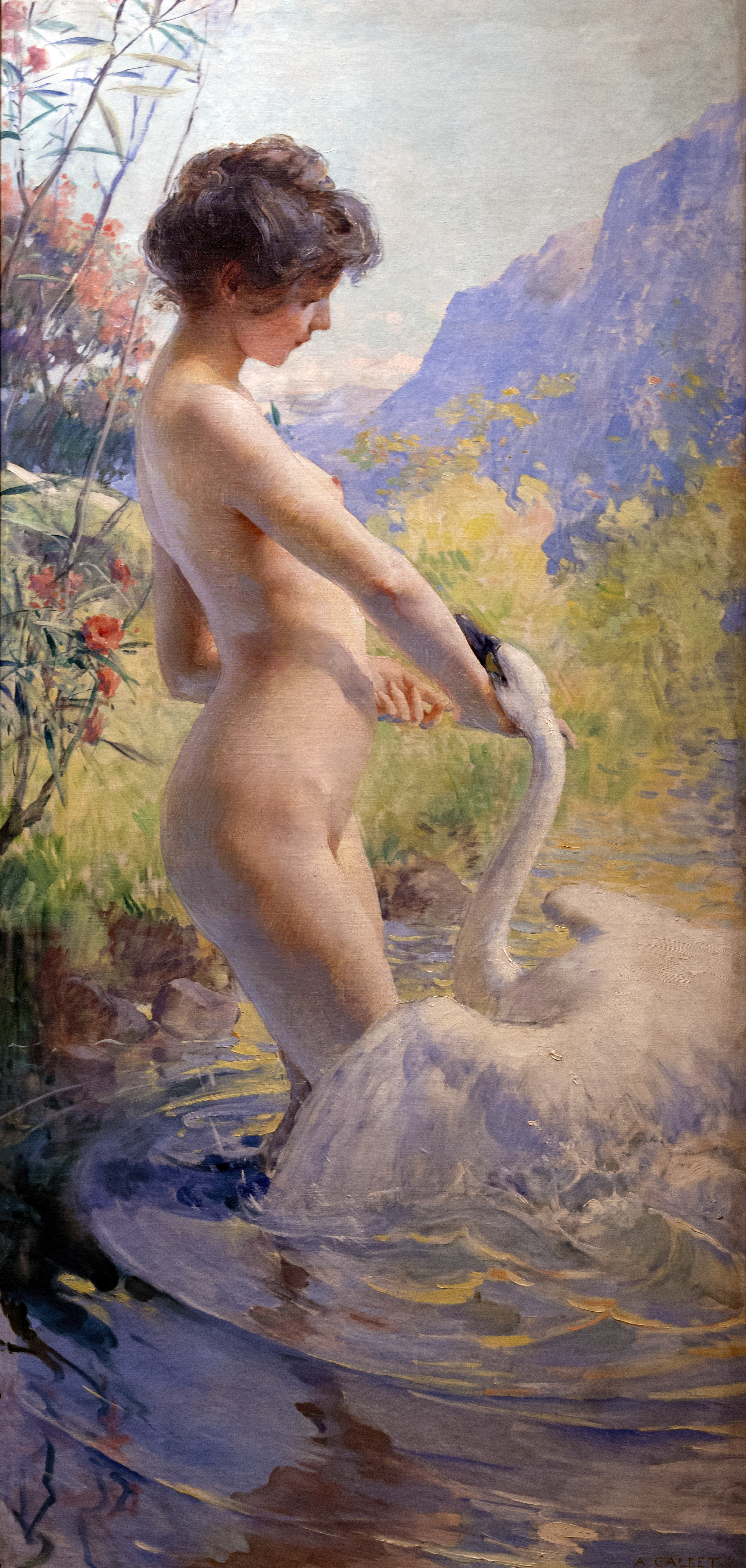
Leda e il cigno (1901), Musée des Beaux-Arts Agen

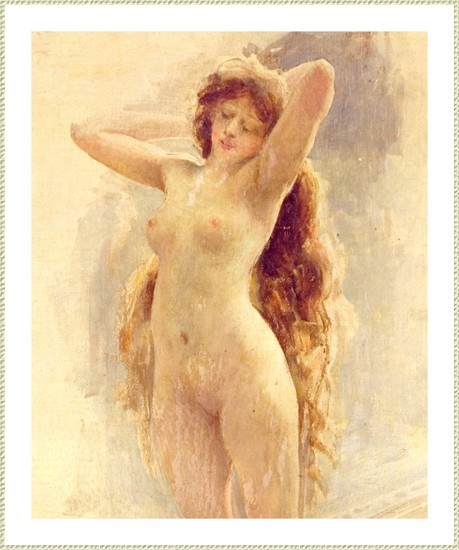
Risveglio

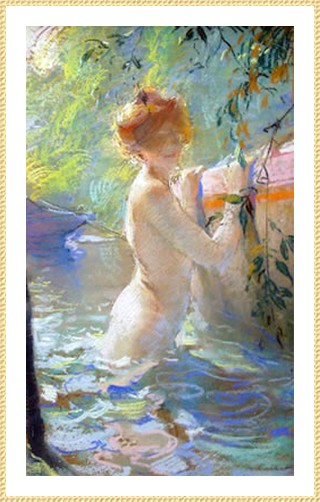
Trasparenze

- 1900 - Evian (nel passaggio che conduce al ristorante "Le Train Bleu" alla Gare de Lyon di Parigi)
- 1900 - Nîmes (nel passaggio che conduce al ristorante "Le Train Bleu" alla Gare de Lyon di Parigi)
- 1900 - Grenoble (nel passaggio che conduce al ristorante "Le Train Bleu" alla Gare de Lyon di Parigi)
- 1901 - Léda et le cygne, Quatre jeunes filles assises sur l'herbe dans un parc
- 1905 - Fille dans un jardin
- 1905 - Surprises, (Museo "des Augustins" a Tolosa)
- 1917 - Mme Paul Rivemale dans son salon de la Tour Carrée, (Collezione privata)
- 1913 - Jeune femme nue de dos, regardant vers une fenêtre au vitrail polychrome. (Municipio di Pamiers) Repertoriato registro FNAC n° Inv: 4540.
- N.D. - Baigneuse aux branches fleuries
- N.D. - Pose de la première pierre du théâtre d'Agen (Palazzo del Consiglio generale del Lot-et-Garonne à Agen)
- N.D. - Dame au foulard
- N.D. - 9 Toiles des Illustres (tele esposte nella sala degli Illustri nel Municipio di Agen
- N.D. - L'Allée bordée d'arbres
- N.D. - Chouans royalistes, contre révolutionnaires ("Dictionnaire des petits maîtres de la peinture")
- N.D. - Campagne en été (galleria di Francqueville Lille Nord)
- N.D. - Portrait d'une jeune femme rousse
- N.D. - Model og putto
- N.D. - Couple enlassé devant une fenêtre
- N.D. - Jeune femme avec des fleurs dans les cheveux
- N.D. - Jeune fille rose dans un jardin

### Affreschi
- 1907 - Allegoria della Musica (Teatro Municipale di Agen)

### Disegni, acquarelli, litografie
- 1896 - Aphrodite, incisione (venduto negli USA, 2009)
- 1901 - Repos, acquarello
- N.D. - Élégante admirant un dessin, carboncino, sfumino, gesso bianco, su carta beige.
- N.D. - Les Amoureux sur un siège, litografia a colori.
- N.D. - Confidences, litografia a colori.
- N.D. - Demoiselle dans un jardin, acquarello, tempera.
- N.D. - Élégante dans un wagon, sfumature d'inchiostro su strato di tempera bianca.
- N.D. - Deux élégantes dans le parc, carboncino, gesso e matita a colori.
- N.D. - Femme se reposant dans un canapé, acquarello, pastello.
- N.D. - Scènes galantes, incisione in rilievo.
- N.D. - A Reclining Nude et coquelicots, carboncino, acquarello e tempera su carta bianca.
- N.D. - Femme de dos se reposant sur un lit, disegno e acquarello.
- N.D. - La Danse, tempere.
- N.D. - Le Déshabillé libertin, matita grigia e acquarello.
- N.D. - Nus couché de dos, litografia a colori su velina.
- N.D. - Jean-Baptiste Greuze dans son atelier, peignant la cruche cassé, gesso nero, acquarello.
- N.D. - Nue endormie, litografia colorata.
- N.D. - Jeune femme nue au chignon roux, acquarello.
- N.D. - Le Bain de deux femmes, matita nera e colori.
- N.D. - Woman Reclining on a bed, tempera su carta.
- N.D. - La Proposition, inchiostro di China e tempera.

### Illustrazioni
- 1896 - Aphrodite, di Pierre Louÿs, Eugène Fasquelle
- 1897 - L'Odyssée, di Omero, Louis Borel
- 1898 - Le Régiment, di Georges d'Esparbès, Louis Borel
- 1921 - La Pécheresse, di Henri de Régnier (1864-1936) 20 composizioni originali di Antoine Calbet a matite colorate e 14 disegni incisi su legno, Albin Michel.
- 1934 - Les Confessions (frontespizio)
- 1936 - Contes libertins du XVIIIe siècle, 32 illustrazioni a colori. Parigi, Le Vasseur.
- 1937 - Les amours, di Ronsard, Ediz. Rombaldi
- N.D. - Le Châle Blanc, litografia estratta dalla rivista L'Illustration.

## Galleria d'immagini

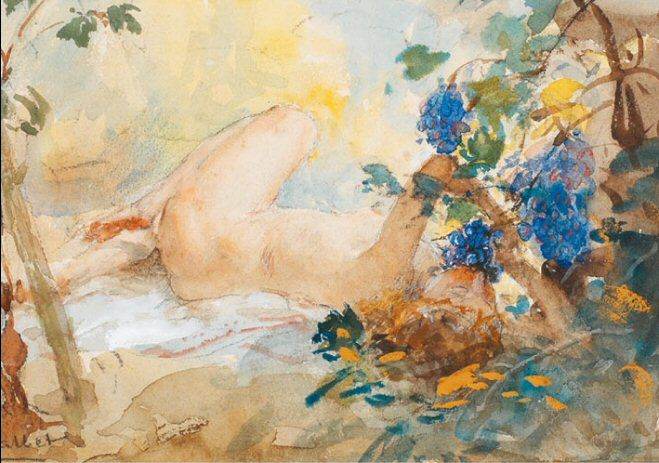
Nudo
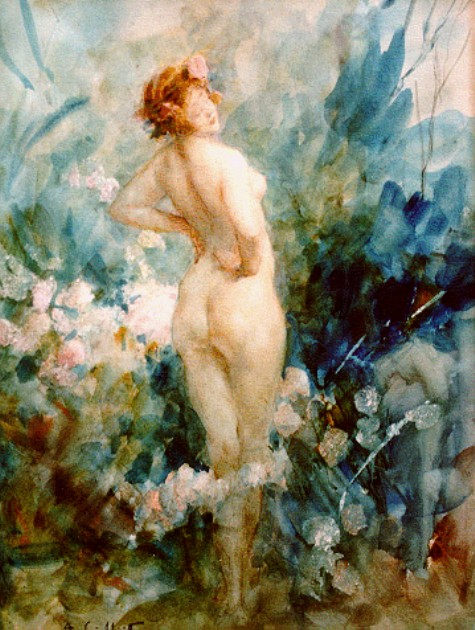
La ninfa dei boschi
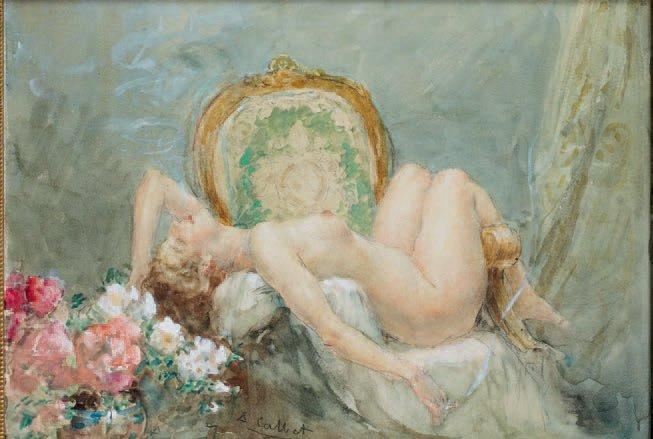
Nudo con la sigaretta

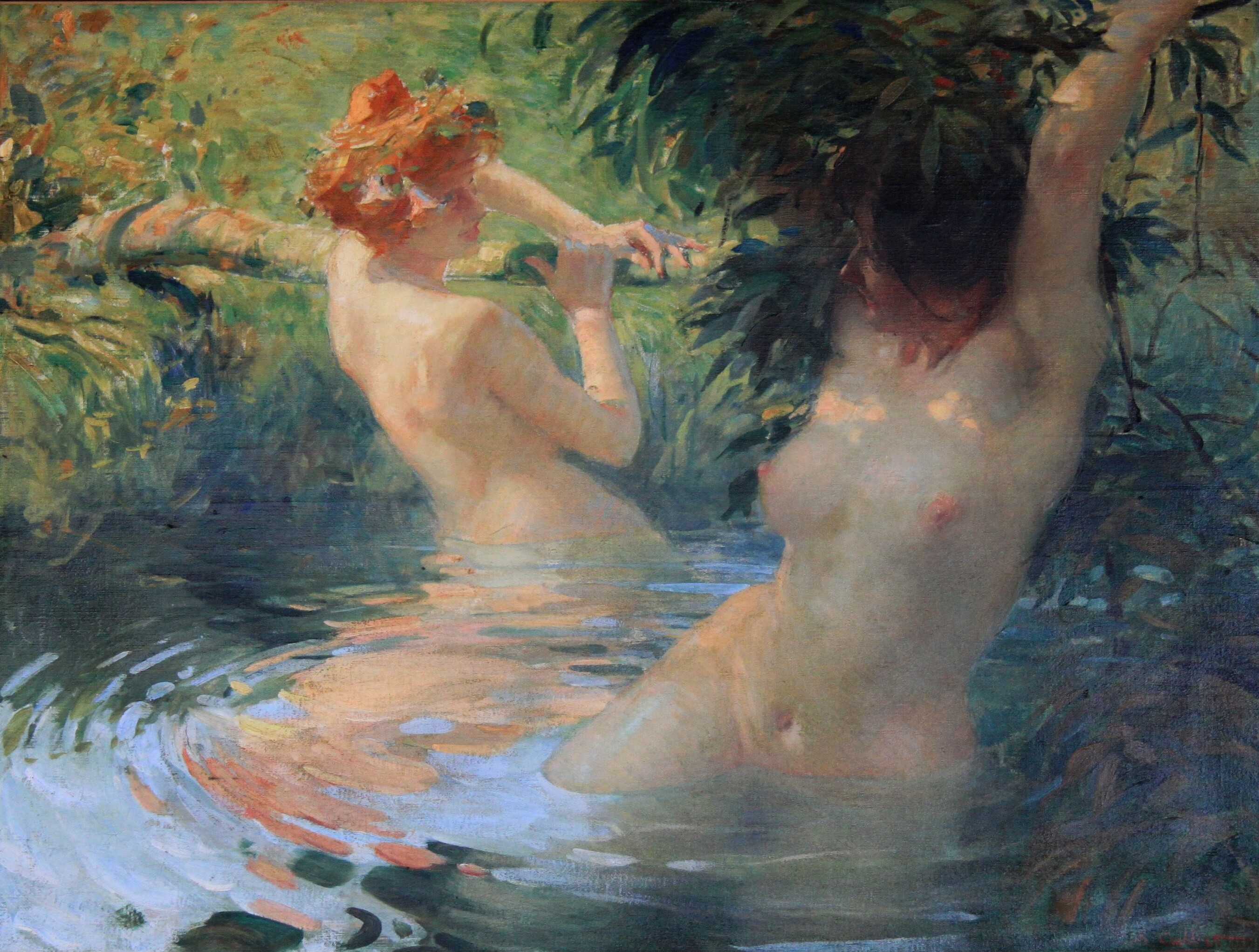
Les Ondines

## Salon e mostre
- 1880 - 1ª esposizione al Salon des artistes français
- 1891 -
- 1892 -
- 1893 -
- 1899 - "Les Baigneuses " acquistato dallo Stato, nº 353 del catalogo del Salon, presentato fuori concorso.
- 1900 -
- 2009 - Galleria di Francqueville

## Musei e monumenti
- Palazzo del Consiglio generale del Lot-et-Garonne ("Posa della prima pietra del Teatro di Agen")
- Municipio di Agen, Dipartimento del Lot-et-Garonne ("Gli Illustri"), sala degli "Illustri", nove tele.
- Teatro Ducourneau ad Agen (affresco del soffitto dell'ingresso, 75 m², "Allegoria della Musica")
- Municipio di Pamiers, nell'Ariège, ("Giovane nuda di spalle che guarda verso una finestra dai vetri policromi")
- Museo "des Augustins" di Tolosa
- Dallas Museum of Art, Stati Uniti, ("Donna di spalle che si riposa su un letto"), acquarello.

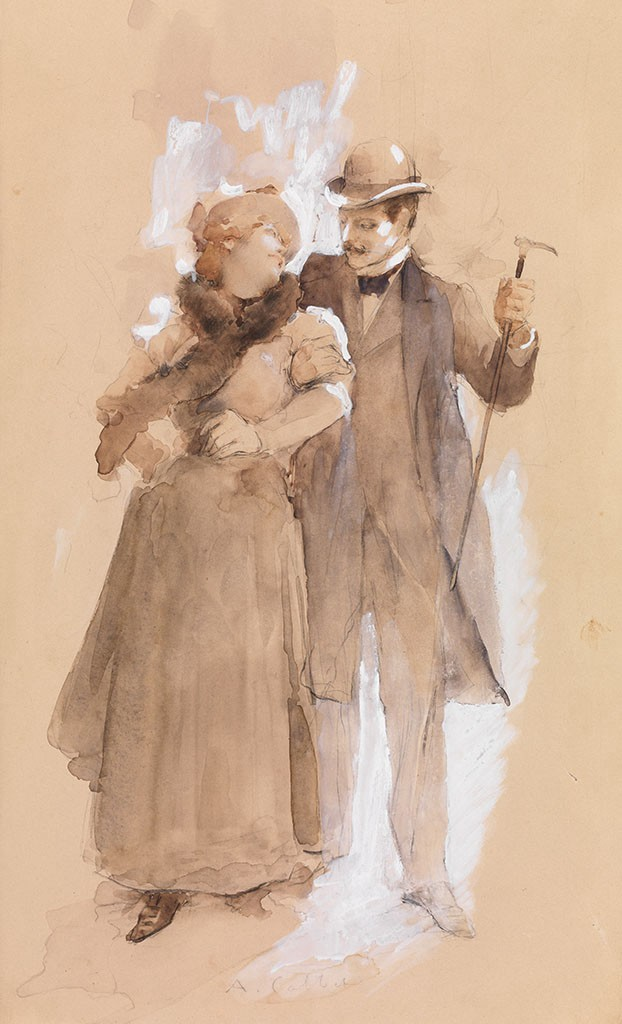
Corteggiamento

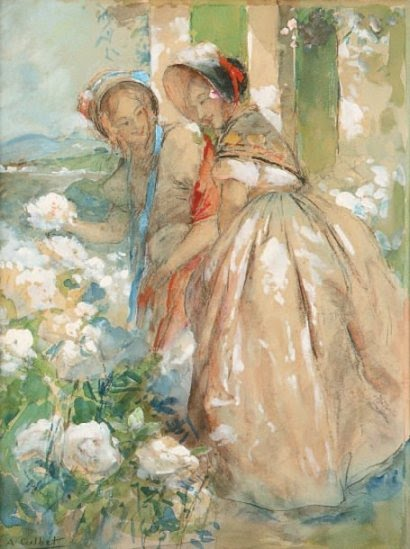
Ragazze fra i fiori

## Riconoscimenti

### Premi e medaglie
- 1891 - Medaglia al Salon des artistes français
- 1892 - Medaglia al Salon des artistes français
- 1893 - Medaglia al Salon des artistes français
- 1900 - Medaglia d'Argento all'Esposizione universale del 1900 di Parigi, esecuzione di un pannello per il padiglione del Ministero delle Colonie[2].

### Decorazioni
- 1900 - Cavaliere della Légion d'honneur
- 1935 - Ufficiale della Légion d'honneur

## Collegamenti esterni

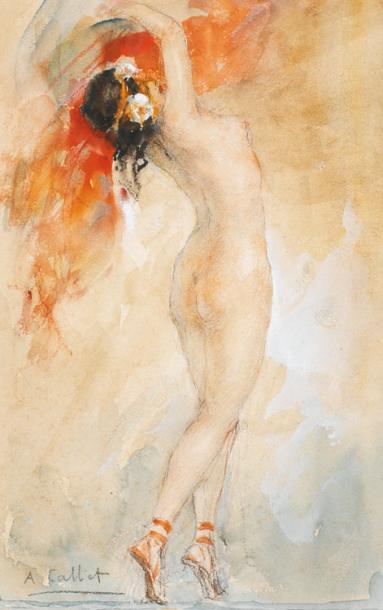
Nudo